# Ufficio centrale interforze per la sicurezza personale
L'Ufficio centrale interforze per la sicurezza personale (in acronimo: UCIS) è una struttura del Dipartimento della pubblica sicurezza del Ministero dell'interno che si occupa della tutela e della protezione delle persone esposte a particolari situazioni di rischio (terrorismo, crimine organizzato, operazioni di intelligence). 
Non va confuso con il Servizio centrale di protezione, che si occupa di tutelare e proteggere testimoni e collaboratori di giustizia.

## Storia
Fino al 2002 l'assegnazione, di conferma o di revoca dei servizi di scorta e tutela dipendevano dalle decisioni del Comitato provinciale per l'ordine e la sicurezza pubblica interessato, sulla base di informazioni raccolte a livello locale, che dovevano essere confermate dall'Ufficio ordine pubblico del Dipartimento della pubblica sicurezza. L'UCIS venne istituito col decreto-legge 6 maggio 2002  - convertito in legge 2 luglio 2002, n. 133 - dal governo Berlusconi II in seguito all'assassinio del giurista Marco Biagi.
Il motivo principale che ha portato alla nascita dell'Ucis sta nella centralizzazione delle attività di valutazione delle informazioni raccolte sul territorio, il cui raccordo, fino ad allora, era reso difficile qualora le minacce alla personalità provenissero da più province. Inoltre, gli agenti in servizio venivano reclutati da questure e caserme della provincia, talvolta senza una specifica formazione, e anche i mezzi (armi e macchine), erano messi a disposizione a livello provinciale: tale prassi è stata poi meglio definita con un Decreto del Capo della Polizia del 2003 che ha stabilito che gli agenti della Digos, spesso fino ad allora chiamati ad assumere tale ruolo, non possono più essere destinati a compiti diversi a quelli di istituto salve le occasioni di visite di alte personalità italiane ed estere. Tuttavia, talvolta questo può ancora capitare.

## Organizzazione
È strutturato in:
- Ufficio affari generali e programmazione (supporto alla Direzione, emanazione linee guida, organizzazione interna, salute e sicurezza sul lavoro)
- Ufficio analisi (raccolta, valutazione ed analisi di tutte le informazioni relative alle situazioni personali a rischio, rapporti con il territorio e con le polizie di altri paesi per assicurare protezione alla personalità nei suoi spostamenti all'estero)
- Ufficio servizi di protezione e vigilanza
- Ufficio formazione ed aggiornamento del personale
- Ufficio per l'efficienza dei mezzi e degli strumenti speciali

## Funzionamento
Il ministro dell'interno ha il compito di emanare le direttive riguardanti la protezione degli individui nelle specifiche situazioni individuate della legge 133/2002 e correlate al terrorismo, criminalità organizzata, attività di intelligence o traffico di armi, stupefacenti, materiale radioattivo, aggressivi chimici o biologici, anche se modalità differenziate possono essere adottate dal Presidente del Consiglio.
L'UCIS si avvale di personale interforze, e collabora con Aisi, Aise e le Forze dell'Ordine per la raccolta e l'analisi di tutte le informazioni relative alle situazioni personali a rischio, individuando e pianificando modalità, mezzi e risorse atti ad attuare i dispositivi di protezione. Si occupa anche della formazione degli agenti deputati a questo servizio. Sul territorio è presente presso i Gabinetti di ogni Prefettura tramite un ufficio provinciale per la sicurezza personale, che raccoglie e analizza le informazioni locali sulle personalità a rischio per poi proporre all'Ucis l'assegnazione della tutela. La valutazione finale spetta alla Commissione centrale consultiva per l'adozione delle misure di sicurezza personale composta dal direttore Ucis e dai rappresentanti delle Forze di polizia, di Aise e Aisi. Si aggiunge un magistrato collocato presso il Ministero della giustizia per le questioni relativa alla protezione dei togati. La Commissione vigila sulle misure di protezione e di vigilanza e, qualora necessario, può disporne la revoca.
Esistono diversi livelli di protezione, in base al rischio ed alle minacce a cui è esposta la personalità. Si va dalla vigilanza dinamica, il presidio fisso dell’abitazione del soggetto, alla scorta mobile per cui sono previste le seguenti misure:
- I livello: assegnazione di 2 o 3 auto blindate con 3 agenti ciascuna;
- II livello: 2 auto blindate con 3 agenti ciascuna;
- III livello: un'auto blindata con 2 agenti;
- IV livello: un'auto non blindata con 2 agenti.

Per la formazione degli agenti di scorta, la Polizia di Stato dispone dal 1979 del Centro Addestramento e Istruzione professionale di Abbasanta, dove si segue il corso di formazione di base che dura 5 settimane e al quale si aggiungono dei corsi di aggiornamento a cadenza triennale.
Per quanto riguarda l'Arma dei Carabinieri, i militari per la formazione seguono il "corso addetto ai servizi di protezione e scorta con abilitazione alla guida sicura" della durata di 40 giorni, con aggiornamento a cadenza biennale.

## Dati sull'attività
Nel 2012, è stato calcolato che le misure di protezione e vigilanza costino allo Stato 250 milioni di euro all'anno.
In particolare, 2.108 operatori, alla guida di 484 auto blindate e 190 non blindate, scortano 584 personalità ritenute a rischio.
I numeri sono sostanzialmente confermati nel 2018 da un articolo dell'edizione romana del Corriere della Sera che elenca con dovizia di particolari le tutele assegnate da Ucis:
- 2.072 agenti sono impegnati nella tutela di 585 personalità, suddivisi tra 910 poliziotti, 776 carabinieri, 290 finanzieri e 96 agenti della Polizia Penitenziaria;
  - 15 personalità - I livello - 171 operatori dispiegati;
  - 57 personalità - II livello - 383 operatori dispiegati;
  - 276 personalità - III livello - 823 operatori dispiegati;.
  - 237 personalità - IV livello - 695 operatori dispiegati.

- Gli scortati sono magistrati (277), politici (69), dirigenti d’impresa (43), giornalisti (21), esponenti governativi (18).
- Ulteriori 221 operatori, prevalentemente personale dell’Esercito Italiano, seguito da Carabinieri e Polizia di Stato, effettuano 38 servizi di vigilanza fissa.
- Il maggior numero di scorte si concentra nel Lazio (31.6%), Sicilia (21.9%), Calabria (12,5%), Campania (12%), Lombardia (7,2%).

Da questo elenco sono esclusi alcuni soggetti, come ad esempio il presidente del Consiglio dei ministri in carica (vegliato da Aisi), così come i suoi predecessori nei precedenti 12 mesi ed il presidente della Repubblica (Ufficio presidenziale della Polizia di Stato, Reggimento Corazzieri e Reparto carabinieri Presidenza della Repubblica).
Nel 2014 risultavano «scortati» 543 individui (tra cui 270 magistrati e 36 persone con vigilanza fissa) suddivisi in 4 livelli di protezione crescente a seconda del livello di rischio, mentre gli operatori impiegati nella protezione erano (senza considerare il servizio di vigilanza fissa) 1879, tra 263 finanzieri, 690 carabinieri, 836 poliziotti e 90 agenti della Polizia Penitenziaria. Inoltre, altri 28 individui risultavano essere protetti per decisione dei Prefetti, sempre ai sensi della legge 133 del 2002. Riguardo ai quattro livelli di protezione, quello massimo, riservato alle massime cariche dello Stato e coloro che sono esposti a rischio rilevantissimo per la funzione che ricoprono, dà diritto all'ausilio di 3 auto blindate e una decina di agenti nel corso della giornata, mentre per il secondo livello si impiegano due auto blindate e 6 agenti, col terzo si passa a un'auto blindata e 2 agenti e col quarto a un agente e un'auto non blindata.